# إدوارد أ. جونسون
إدوارد أ. جونسون هو محامي وسياسي أمريكي، ولد في 1860، وتوفي في 1944. نشط حزبياً في الحزب الجمهوري. وقد انتخب عضو جمعية ولاية نيويورك ‏.